# 穆坦達湖
穆坦達湖（英語：Lake Mutanda）是烏干達的湖泊，位於該國西南部，由西部區的基索羅區負責管轄，長9公里、寬2.5公里，面積16平方公里，海拔高度1,800米。该湖位于基索罗以北20（12英里）、坎帕拉西南454（282英里）。

### 脚注
1. ↑  .   [2018-07-17]. （原始内容存档于2016-03-03）.
2. ↑  .   [2018-07-17]. （原始内容存档于2015-11-17）.

### 其它来源
- Nkuringo Safari Lodge on the Shores of Lake Mutanda
- Lake Mutanda Eco Community Centre （页面存档备份，存于）
- Mgahinga Community Development Organization （页面存档备份，存于）
- Bamboo Ecotours for Canoe Trekking at Lake Mutanda （页面存档备份，存于）